# 13. századi irodalom
A 13. századi irodalom alatt az (ismeretlen pontos dátumokkal együtt) általános időszámításunk szerint 1201 és 1300 közt született műveket értjük. Európában ez egy nagyon fontos átmeneti korszak a középkor végén, az európai reneszánszot előkészítve és ez a többek között alább felsorolt művek egy részén, főleg az itáliai műveken és az angol ferences és más irodalmon is meglátszik.

## Főbb művek Európában
- Feröeriek sagája[4]
- Nibelungének[5]
- Anonymus (III. Béla jegyzője): Gesta Hungarorum
- Guido delle Colonne: Trója pusztítása
- Wolfram von Eschenbach – Parzival (verses regény)
- 1202 – Leonardo Fibonacci: Liber Abaci – a ma már egyetemes hindu-arab helyiértékes számrendszer és számolás részletes bemutatása Európában
- 1205 – A franciák által írt Lancelot-Grail legenda
- Gottfried von Strassburg: Trisztán
- c. 1220s – Snorri Sturlusson – Próza Edda
- c. 1225: Assisi Szent Ferenc – Laudes creaturarum olaszul: Cantico delle creature, a modern olasz nyelvű vers kezdete.[6]
- c. 1240–1250 – Roger Bacon: Summa Grammatica, In physicam Aristotelis, Communia naturalium, Opus maius, Secretum secretorum[7][8]
- 1259 – Szent Bonaventura – Itinerarium Mentis ad Deum magyarul megjelent: A lélek zarándokútja Istenbe
- 1263 – Szent Bonaventura – Szent Ferenc élete
- 1293 – Dante Alighieri – Az új élet
- 1299 – Rustichello da Pisa – Marco Polo utazásai

## Fordítás
- Ez a szócikk részben vagy egészben  a(z)   13th_century_in_literature című angol Wikipédia-szócikk fordításán alapul.  Az eredeti cikk szerkesztőit annak laptörténete sorolja fel. Ez a jelzés csupán a megfogalmazás eredetét és a szerzői jogokat jelzi, nem szolgál a cikkben szereplő információk forrásmegjelöléseként.